# Honshäuserhof
Der zur Ortsgemeinde Treis-Karden im rheinland-pfälzischen Landkreis Cochem-Zell gehörende Honshäuserhof, im regionalen Dialekt Honsahof genannt, ist einer der fünf zum Ortsteil Treis zählenden Höfe.

## Geschichte
Der Hof wird 1480 erstmals urkundlich erwähnt, war aber vermutlich schon in vorchristlicher Zeit besiedelt. Dafür spricht ein in der Nähe gelegener Friedhof aus der Eisenzeit.
Der historische Name Hundshausen könnte auf einen Hundo, also den Vorsteher einer fränkischen Hundertschaft in der Zeit um 700 bis 1000 n. Chr. zurückgehen. Die Herleitung des Namens von einem Hünen oder Hunnen, der als versprengter Reiter des 451 n. Chr. auf den katalaunischen Feldern (Frankreich) geschlagenen Hunnenheeres völlig ermattet auf dem Treiser Schock zurückgeblieben sein soll, ist eher legendenhaft.
Im ausgehenden Mittelalter war der Honshäuserhof zusammen mit dem Beurenhof Teil des Trierer Dompropsteilehns, das zeitweise die Frei von Treis innehatten. Als Lehnsleute sind die Adelsfamilien Print von Güls bzw. Print von Treis, von Arenthal, Schönhals von Albrechtsrode und von Eltz bekannt.
Ein Teil des Hofes war aber schon im 16. Jahrhundert in bürgerlicher Hand nämlich der Familien Steffens, Welschbach und Traben.
Als Hofleute sind vor allem die Familien Oppenhäuser und Bleser bekannt. Im Rahmen der während der sogenannten Franzosenzeit erfolgten Säkularisation kaufte der Pächter Josef Bleser ab 1799 verschiedene Hofanteile. 1816 brannte der Hof ab. Er blieb bis zum Jahre 2000 im Besitz der Familie Bleser.